# Inge Krokann
Inge Krokann (Oppdal, 19 de agosto de 1893-Gausdal, 27 de septiembre de 1962) fue un escritor noruego ganador del Premio Dobloug en 1954 y relacionado con el movimiento XU.
Escribió en nynorsk, empleando el dialecto de Oppdal. Los temas de sus obras eran principalmente las relaciones entre el hombre y la naturaleza de su tierra natal. Sus obras tienen un fuerte sentido histórico relacionado con el paganismo y el cristianismo en la historia de Noruega. 
Trabajó como profesor casi toda su vida, a pesar de ser discapacitado desde muy joven a causa de una enfermedad.

## Obras
- I Dovre-sno, Gyldendal, 1929.
- Gjenom fonna, 2 volumes, Gyldendal, 1931.
- Olav Aukrust,  1933.
- På linfeksing, Gyldendal, 1934.
- Blodrøter, Gyldendal, 1936.
- Då bøndene reiste seg, Gyldendal, 1937.
- Det store hamskiftet i bondesamfunnet, Samlaget, 1942.
- Under himmelteiknet, Gyldendal, 1944.
- Dikt, Gyldendal, 1947.
- Ut av skuggen, Gyldendal, 1949.
- Gravlagt av lynet, Gyldendal, 1952.
- Oppdal, bygda mi, 1952.